# Aleiodes burrus
Aleiodes burrus är en stekelart som beskrevs av Cresson 1869. Aleiodes burrus ingår i släktet Aleiodes och familjen bracksteklar. Inga underarter finns listade i Catalogue of Life.